# Il palazzo incantato
Il palazzo incantato overo La guerriera amante (deutsch: ‚Das Zauberschloss oder Die verliebte Kriegerin‘), auch Il palazzo d’Atlante (‚Der Palast von Atlante‘) oder Lealtà con valore (‚Treue mit Wert‘) ist eine Oper in drei Akten von Luigi Rossi (Musik) mit einem Libretto von Giulio Rospigliosi, dem späteren Papst Clemens IX. Sie wurde am 22. Februar 1642 im Palazzo Barberini „alle Quattro fontane“ in Rom uraufgeführt.

## Handlung

### Charaktere und literarischer Hintergrund
Die Charaktere und Handlungselemente basieren auf dem Versdrama Orlando furioso (Der rasende Roland) von Ludovico Ariosto. Dieses war im 17. und 18. Jahrhundert weit verbreitet und konnte beim gebildeten Publikum als bekannt vorausgesetzt werden. Die Rahmenhandlung bildet darin ein Krieg zwischen den Franken unter Kaiser Karl dem Großen und deren christlichen Verbündeten auf der einen Seite und den von Agramante geführten vereinigten heidnischen (muslimischen) Truppen aus Sarazenen und verschiedenen afrikanischen Völkern auf der anderen. Der Konflikt zwischen Christen und Heiden spielt in dieser Oper höchstens unterschwellig eine Rolle. Sie enthält allerdings unzählige Anspielungen auf die verschiedenen Handlungsstränge des Epos, die nur mit detaillierter Kenntnis der Vorlage zu verstehen sind.
Im Vorwort erläuterte der Librettist Rospigliosi seine Idee, den Orlando furioso als Allegorie der Scheinhaftigkeit der Welt zu interpretieren: Das Schloss stehe für das menschliche Leben, das die Menschen auf der Suche nach Glück durchwandern. Der Magier Atlante sei die Welt mit ihren tausend Verführungen und Täuschungen. Auch er selbst trete in unterschiedlichen Gestalten auf. Ruggiero sei die menschliche Seele, die sich im Labyrinth der Welt verlaufe und keinen Ausweg finde. Bradamante stehe für die Vernunft, die die Seele, nachdem sie sie beklagt und beschimpft hat, wieder auf den rechten Weg zurückführe. Marfisa sei als Abbild der Tugend eine Feindin von Verliebtheit und Luxus. Die nach ihrem Gatten Brandimarte suchende und von den Täuschungen nur wenig betroffene Fiordiligi stehe für Ehrlichkeit und Astolfo für die Umsicht.
Im Kern der Handlung lockt der Zauberer Atlante, einst Erzieher Ruggieros, viele christliche und heidnische Ritter und Damen in ein verzaubertes Schloss, wo sie in labyrinthischen Gängen endlos nach ihren verlorenen Geliebten und Freunden suchen. Die drei Ritter Orlando, Sacripante und Ferraù kämpfen um die Gunst der Prinzessin Angelica. Die Kriegerin Bradamante will ihren Geliebten Ruggiero befreien, missversteht aber dessen Gespräch mit Angelica und hält ihn fortan für treulos. Erst nach mehreren Versuchen gelingt es ihm, sie mit einem Brief zurückzugewinnen. Atlante zeigt Angelica in einer Vision das Bild ihre künftigen Geliebten Medoro. Erst die Ankunft des für die Liebe unempfänglichen Ritters Astolfo sorgt für eine Auflösung. Atlante versucht vergeblich, dies durch seine magischen Tricks zu verhindern. Als Ruggiero und Bradamante wieder zusammenfinden, nimmt Atlante Ruggieros Gestalt an, um dies zu unterbinden. Er scheitert jedoch, da er Ruggieros Kraft in einem Duell nichts entgegensetzen kann. Er gibt seine Niederlage zu und erklärt, dass er alles nur getan habe, um Ruggiero vor dem prophezeiten Tod zu bewahren. Der Palast verschwindet, und die befreiten Ritter und Damen erkennen einander endlich wieder.

### Prolog
Landschaft mit Fluss, Feldern und der Ruine einer Burg
Pittura (die Malerei) versucht, für das Bühnenbild einer Oper Flüsse abzubilden. Die erweisen sich aber als so flüchtig, dass sie kaum mit ihrer Arbeit vorankommt. Ihre Schwestern Poesia (die Dichtkunst) und Musica (die Musik) drängen sie zur Eile. Die drei streiten über ihre jeweilige Bedeutung, bis sie von Magia (der Zauberkunst) unterbrochen werden. Diese schlägt vor, gemeinsam eine neue Oper aufzuführen, bei der jede von ihnen ihre Fähigkeiten einsetzen kann. Sie selbst wählt das Thema aus: Die Gefangenschaft Ruggieros im Zauberschloss des Atlante und seine Befreiung durch seine kämpferische Geliebte Bradamante – der Lohn für Ehre, Treue und Mut.

### Erster Akt
Das Innere des Zauberschlosses mit Loggien
Szene 1. Der Zauberer Atlante hat die Gestalt eines Riesen angenommen und entführt Angelica, um sie in sein Schloss zu verschleppen. Orlando will sie befreien. Als er den Riesen auf einer Loggia erblickt, fordert er ihn heraus und betritt das Schloss. Dort verirrt er sich und verliert Angelica aus den Augen.
Szene 2. Atlante freut sich über den Fang dieses berühmten Ritters. Er offenbart, dass er den Palast geschaffen hat, um seinen Schützling Ruggiero dort festzuhalten und so vor den ihm drohenden Gefahren zu bewahren.
Szene 3. Bradamante erzählt Marfisa von ihrer verzweifelten Suche nach ihrem Geliebten Ruggiero. Sie hat von der Zauberin Melissa erfahren, dass Ruggiero hier irgendwo sein muss, und will ihn befreien. Marfisa warnt sie vor der blind machenden Liebe, verspricht aber dann, ihr zu helfen und macht ihr Hoffnung auf ein zukünftiges Glück.
Szene 4. Auch Ferraù und Sacripante sind auf der Suche nach Angelica, die sie beide lieben. Obwohl Ferraù eine Falle befürchtet, will er weitersuchen und die Hoffnung nicht aufgeben.
Szene 5. Angelica überlegt, welcher der Ritter ihr am besten aus ihrer Lage helfen könnte. Sie hält Orlando für den Tapfersten, fürchtet aber, dass sie ihn anschließend nicht mehr los wird. Sacripante wäre wohl leichter zu lenken. Da erscheint Ruggiero, der sich als unbesiegbar im Krieg und großzügig im Frieden erwiesen hat.
Szene 6. Angelica erinnert Ruggiero dankbar daran, wie er sie einst vor dem Meeresungeheuer Orca rettete. Er war damals enttäuscht von ihrem Verhalten, da sie so schnell verschwunden war.
Szene 7. Unbemerkt von den beiden hört Bradamante mit an, wie Angelica Ruggiero ihrer Dankbarkeit versichert und sogar von Liebe spricht. Bradamante glaubt, Ruggiero sei ihr untreu geworden und macht ihm heftige Vorwürfe. Die zwischen die Fronten geratene Angelica zieht sich zurück.
Szene 8. Ruggiero versteht nicht, was in Bradamante gefahren ist, die immer weiter auf ihn schimpft. Sie fragt ihn nach dem goldenen Ring, den Melissa ihm einst in ihrem Auftrag als Symbol ihrer Treue gegeben hatte, und den sie soeben an der Hand Angelicas bemerkte. Eine Antwort wartet sie jedoch nicht ab, sondern verlässt ihn voller Verachtung.
Szene 9. Ruggiero überlässt sich der Verzweiflung über diese ungerechten Vorwürfe.
Szene 10. Alceste lobt die Treue, die Fiordiligi von ihrem Gatten Brandimarte erfährt. Er selbst leidet unter der Zurückweisung seiner Geliebten Lidia. Fiordiligi will andernorts nach Brandimarte suchen, wird aber von einem Echo, das seine Stimme nachahmt, zurückgehalten.
Szene 11. Nachdem Orlando viele Räume des Palasts vergeblich nach Angelica durchsucht hat, beklagt er ihr Schicksal. Er ist entschlossen, ihren Entführer im Zweikampf zu schlagen.
Gebirgige Waldgegend mit dem Schloss im Hintergrund
Szene 12. Prasildo nähert sich auf der Suche nach seinem Freund Iroldo dem Schloss. Der Chor fordert ihn auf, einzutreten, um sich zu erholen.
Szene 13. Mandricardo erzählt Gradasso von seinem Zweikampf mit Doralices Verlobtem Rodomonte. Ihr gemeinsamer Heerführer Agramante hatte den Kampf unterbrochen und bestimmt, dass sie ihren Geliebten selbst wählen solle. In diesem Moment ist der Hilferuf einer Dame aus dem Schloss zu hören. Mandricardo und Gradasso eilen hinein, um ihr beizustehen.
Szene 14. Atlante lockt die von ihrem Geliebten verlassene und verzweifelte Olimpia in seinen Palast. Acht Nymphen versprechen ihr dort Ablenkung und Vergnügungen.
Das Innere des Zauberschlosses
Szene 15. Durch allerlei Trugbilder verhindert Atlante, dass sich die vielen gefangenen Ritter und Damen finden und erkennen. Ein Chor tanzender Geister macht sich über die leichte Verführbarkeit der Menschen lustig.

### Zweiter Akt
Das Innere des Zauberschlosses
Szene 1. Ruggiero trifft auf die noch immer empörte Bradamante, die ihn trotz seines Flehens zurückweist.
Szene 2. Mandricardo versucht, den Palast zu verlassen, um seinen Kampf mit Rodomonte wiederaufzunehmen. Er wird aber von der Stimme Doralices zurückgehalten, die vorgibt, seine Hilfe zu benötigen. Nachdem er sich durch eine Rückfrage überzeugt hat, dass sie die echte Doralice ist, eilt er fort, um sie zu retten.
Offene Landschaft; vorne Wiesen und Felder; hinten bewaldete Hügel
Szene 3. Als vier junge Mädchen das Schloss verlassen wollen, um die Natur zu genießen, verhindert Atlante dies durch das Phantom eines Bären.
Das Innere des Zauberschlosses
Szene 4. Iroldo erinnert sich daran, dass er von seinem Freund Prasildo erwartet wird. Der Gedanke an eine schöne Frau, die ihm gerade begegnet ist, lenkt ihn jedoch ab, und er leidet unter Liebeskummer.
Szene 5. Angelica entscheidet sich für Sacripante als Retter. Der erklärt sich sofort freudig bereit dazu, sie in ihre Heimat zu begleiten.
Szene 6. Auch Ferraù und Orlando wollen Angelica retten. Da keiner der drei Ritter nachgeben will, kommt es zum Kampf. Angelica versucht vergeblich, die Streithähne zu trennen und schlägt schließlich vor, dass derjenige ihr Held sein solle, der sie als erster ergreife. Dann macht sie sich mit Hilfe ihres Zauberrings unsichtbar. Die Ritter bleiben verwirrt zurück.
Szene 7. Prasildo will das Schloss verlassen, da er Iroldo hier nicht finden konnte. Da fällt ihm ein, dass in einem der Räume noch sein Speer liegt, den er von Lilla erhalten hatte.
Szene 8. Ruggiero verzweifelt an Bradamantes Unnachgiebigkeit. Überwältigt von seinen eigenen tiefen Gefühlen schläft er ein.
Szene 9. Bradamante findet den schlafenden Ruggiero und kämpft mit ihren eigenen Gefühlen, bis sie ihr Schwert ergreift, um ihn zu töten. In diesem Moment schlägt Ruggiero die Augen auf. Für einen Moment regt sich erneut ihre Liebe für ihn. Dann wirft sie ihm erneut seine vermeintliche Untreue vor und fordert ihn zum Kampf heraus, den er aber verweigert. Da ein Leben ohne sie für ihn keinen Wert hat, ist er bereit, durch ihre Hand zu sterben. Sie zieht sich wütend zurück.
Szene 10. Da Angelica den Streit zwischen ihren drei Rittern nicht schlichten konnte, beschließt sie, sich alleine auf den Weg in ihr Reich zu machen. Atlante prophezeit ihr, dass sie bald die Liebe finden werde. Ihr künftiger Geliebter (Medoro) werde ganz in der Nähe schwer verletzt mit dem Tode ringen und nur durch sie gerettet werden können. Er zeigt ihr ein magisches Bild des Genannten, in das sie sich sofort verliebt.
Szene 11. Fiordiligi und Olimpia sowie Prasildo und Alceste offenbaren einander, dass sie verliebt sind. Marfisa macht sich über sie lustig. Die anderen genießen jedoch sogar den Liebesschmerz. Ein Jäger verfolgt ein flüchtiges Reh bis in den Palast.
Szene 12. Ein Zwerg informiert Atlante darüber, dass zwei Mädchen fliehen wollen. Um sie daran zu hindern, verwandelt sich Atlante in einen Riesen. Der Zwerg zeigt ihm einen Brief Ruggieros an Bradamante. Gerührt über dessen unverbrüchliche Liebe befiehlt Atlante, ihr den Brief zu geben. Der Riese erlaubt den Mädchen, den Palast zu verlassen, sofern sie für immer der Liebe abschwören. Sie wollen darüber nachdenken.
Offene Wiesenlandschaft; im Hintergrund das Schloss
Szene 13. Der Ritter Astolfo kommt auf seinem Hippogryphen herbeigeflogen. Die Damen laden ihn in den Palast ein. Er zögert jedoch, da er Verdacht schöpft und keine Liebe, sondern Ruhm sucht.
Das Innere des Zauberschlosses
Szene 14. Als der Zwerg Bradamante Ruggieros Brief bringt, reißt diese ihn erst einmal in Stücke. Doch dann besinnt sie sich und versucht, die übriggebliebenen Fetzen zu entziffern. Darin findet sie eine Erklärung über den Verbleib ihres Rings: Er hatte ihn Angelica gegeben, um eine Unschuldige vor dem Tod zu retten. Bradamante ist erleichtert. Sie versteckt sich, als sie Angelica kommen sieht.
Szene 15. Angelica reflektiert ihre seltsamen neuen Liebesgefühle in einem Selbstgespräch. Das weckt in Bradamante zunächst wieder Zweifel an Ruggieros Treue. Sie gibt sich Angelica zu erkennen und konfrontiert sie mit ihrem Verdacht. Angelica versichert ihr, dass sie nicht Ruggiero liebe, sondern einen Fremden, den sie noch nicht einmal gesehen habe. Außerdem bestätigt sie, dass Ruggiero ihr den Ring gab, um sie vor dem Tod zu retten.
Szene 16. Atlante erkennt, dass der für die Liebe unempfängliche Astolfo eine Gefahr für seine Pläne darstellt. Er beschließt daher, seine Gefangenen durch dunkle Magie zu verwirren. Astolfo wird jedem von ihnen in einer anderen Gestalt erscheinen.
Szene 17. Olimpia hält Astolfo für einen Drachen, Alceste für Hippalta, der Jäger für einen Hirten, Prasildo für einen alten Mann usw. Eine Dame, die ihn für einen Löwen hält, fängt ihn mit einem Netz, und die anderen stürzen sich auf ihn. Astolfo bleibt nicht anderes mehr übrig, als sein Zauberhorn zu nutzen, das alle anderen in Furcht versetzt. Sie ergreifen die Flucht, und der Spuk löst sich auf. Der Akt endet mit einem fröhlichen Chor der Damen und einem Tanz von Zwergen.

### Dritter Akt
Das Innere des Zauberschlosses
Szene 1. Ruggiero und Bradamante sind wieder versöhnt und wollen gemeinsam abreisen.
Szene 2. Atlante versucht dies zu verhindern, indem er selbst die Gestalt Ruggieros annimmt und Bradamante in Verwirrung stürzt. Um ihr seine Identität zu beweisen, fordert der echte Ruggiero den falschen zum Duell. Ein Waffengang ist jedoch nicht die Stärke des Zauberers. Er zeigt sich den beiden in seiner wahren Gestalt als alter schwacher Mann und fleht um Gnade, die er auch erhält. Dann erklärt er ihnen den Grund für sein Handeln: Er wollte Ruggiero vor dem ihm prophezeiten Tod bewahren. Die beiden zwingen ihn, ihnen den Weg nach draußen zu zeigen. Atlante weist sie zur Quelle seiner Magie in der Mitte des Gartens. Dort müssen sie das in einer Urne brennende Feuer löschen.
Szene 3. Fiordiligi beklagt das Schicksal ihres fernen Gatten Brandimarte.
Szene 4. Orlando und Gradasso klagen über ihr eigenes Schicksal als Gefangene und unglücklich Liebende.
Szene 5. Olimpia beklagt Doralice gegenüber die Treulosigkeit ihres Geliebten Bireno und der anderen Männer. Doralice hingegen preist die Treue von Männern wie Mandricardo.
Szene 6. Alceste ist so verzweifelt über das Verhalten Lidias, dass er nur noch sterben möchte.
Prachtvoller Garten; im Hintergrund das Zauberschloss
Szene 7. Doralice und fünf Ritter fordern ein Ende der Klagen. Orlando gelingt es, Angelica zu ergreifen. Er bittet sie, ein kurzes Lied zu singen, das er und Prasildo begleiten. Gradasso vereint Doralice und Mandricardo. Iroldo trägt ein Lied vor. Olimpia stellt Fioralba ein Rätsel, das diese leicht löst. Mandricardo ermutigt die Kämpferin Marfisa, die daraufhin ein kriegerisches Lied singt. Ferraù fordert alle zum Tanz auf.
Szene 8. Atlante löst den Zauber des Schlosses. Alle gewinnen ihre Freiheit zurück und besingen die Macht von Treue und Tapferkeit.

## Gestaltung
Die Instrumentalbesetzung der Oper besteht aus zwei Violinen, einem fünfstimmigen Gambenensemble und Basso continuo. Außerdem gibt es eine nicht notierte Bühnenmusik mit Trompeten.
Trotz der scheinbar chaotischen und kaum nachvollziehbaren Handlung ist das Werk sorgfältig durchgeplant. Die Gestaltung der verschiedenen Charaktere ist unterschiedlich stark ausgeprägt. Sie unterscheiden sich auch von Ariostos Vorlage. So zeigt Bradamante stärkere Gefühle, während Ruggiero eher lyrisch gezeichnet ist. Angelica wirkt menschlicher als bei Ariosto und sorgt sich um ihre kämpfenden Liebhaber. Die anderen Personen tragen kaum individuelle Züge.
Rossis Musik beweist seine Kenntnis der zeitgenössischen Kompositionstechniken. Die Rezitative sind ausdrucksstark. Sie sind je nach Situation rhythmisch und harmonisch frei gestaltet und enthalten bewegte Melodien und ariose Teile. Rossi gelingt dabei besonders die Darstellung von Schmerz oder Sehnsucht. Aufgelockert wird das Werk durch kleine liedhafte Arien und Duette. Auch Ensemblestücke und Chöre kommen vor. In I:14 gibt es ein sechsstimmiges Ensemble der Nymphen im Madrigalstil. Rossi setzt auch Mehrchörigkeit ein. In der dreichörigen Battaglia (II:16) sind beispielsweise zwei Chöre auf den Loggien platziert, während der dritte im Parterre singt. Es gibt sechs-, acht- und zehnstimmige Doppelchöre. Jedem Solisten ist mindestens eine Arie zugewiesen. Einige haben zusätzlich rezitativische Monologe, und Angelica ist an drei Terzetten beteiligt. Die Arien sind vielfältiger und ausdrucksstärker als in allen früheren Opern. Sie wirken deutlich moderner als diejenigen der zeitgleich entstandenen Opern Claudio Monteverdis oder Francesco Cavallis und nehmen bereits den Stil der darauffolgenden Jahrzehnte vorweg. Anders als frühere Opern beginnt dieses Werk nicht mit einer erläuternden Einleitung, sondern zieht den Hörer mit Angelicas Hilferuf bei ihrer Flucht vor dem Riesen direkt in die dramatische Handlung hinein.

## Werkgeschichte
Mitte des 17. Jahrhunderts kam es zu einer Rivalität der beiden Kardinalnepoten und Brüder Antonio Barberini und Francesco Barberini, die versuchten, einander mit Aufträgen für prunkvolle Opernproduktionen zu übertreffen. Francesco hatte bereits mit Stefano Landis Il Sant’Alessio (1632) sowie Virgilio Mazzocchis San Bonifatio (1638), La Genoinda ovvero L’innocenza difesa (1641) und L’Egisto, overo Chi soffre speri (1637) Aufmerksamkeit erregt. Antonio setzte dem einige Jahre später mit Il palazzo incantato ein Spektakel mit hochrangiger Besetzung und, wie es dem Zeitgeschmack entsprach, magisch-fantastischem Inhalt entgegen. Es setzte mit seinen vielfältigen Charakteren und Schauplätzen vor allem auf größtmöglichen Abwechslungsreichtum. Die vielfältigen Allegorien erläuterte der Librettist detailliert in seinem „Argomento“, aber auch politische Implikationen spielten eine Rolle. Das Werk entstand zur Zeit des ersten Kriegs um Castro, den die Barberini mit dem benachbarten Herzogtum Castro unter Odoardo I. Farnese führten. Der in einem Weltlabyrinth gefangene menschliche Geist (Ruggiero) kann als Anspielung auf die Person Farneses interpretiert werden, die Vernunft (Bradamante) als Sinnbild der Barberini, die ihrem Kontrahenten helfen, den richtigen Weg zu finden.:193
Das Libretto dieser Oper stammt von Giulio Rospigliosi, dem späteren Papst Clemens IX., der auch die Texte der Opernproduktionen Francescos verfasst hatte. Es basiert auf Ludovico Ariostos Versepos Orlando furioso (Der rasende Roland), dessen vierter und zwölfter Gesang (Bradamante befreit ihren Geliebten Ruggiero aus dem Zauberschloss Atlantes) den Handlungskern bildet. Die Musik stammte von Luigi Rossi, einem der führenden Komponisten seiner Zeit, der von 1641 bis 1645 an Antonio Barberinis Hof wirkte und bis zu diesem Zeitpunkt vor allem mit Kantaten hervorgetreten war, in denen er große Experimentierfreude zeigte. Il palazzo incantato ist seine erste Oper. Sie zeichnet sich durch einen für Rom neuartigen Stil aus, der im Gegensatz zu den früheren römischen Opern größeres Gewicht auf die lyrischen Aspekte legt.:195
Die Uraufführung fand am 22. Februar 1642 im Palazzo Barberini „alle Quattro fontane“ in Rom statt. Aufgrund des Dekrets von Papst Sixtus V. aus dem Jahr 1588, das Frauen Bühnenauftritte im Kirchenstaat untersagte, wurden alle Rollen mit Männern besetzt. Die hohen Partien übernahmen Kastraten wie die Sopranisten Marc’Antonio Pasqualini (Bradamante) und Loreto  Vittori (Angelica) oder die Altisten Lorenzo Sances (Atlante) und Mario Savioni (Alceste). Weitere bekannte Mitwirkende waren die Tenöre Francesco Bianchi (Ruggiero) und Odoardo Ceccarelli (Orlando) und der Bass Bartolomeo Nicolini (Mandricardo). Das in Bologna erhaltene Manuskript nennt ferner Paolo Visconti (Pittura und Marfisa), Michel Angelo Soldi (Poesia), Santi Santi (Musica und Olimpia), Angelo Ferotti (Magia und Prasildo), Antonio Sarci (Sacripante), Giacomo Brilli (Ferrari), Gironimo Navarra (Gradasso), Ludovico Camelano (Fiordiligi), Francesco Stilli (Froldo und Astolfo) und Giovanni Paolo Selli (Doralice).:221 Antonio Barberinis Hofmaler Andrea Sacchi erstellte die Bühnenbilder und -maschinen. Einige Entwürfe stammen vermutlich von Gian Lorenzo Bernini. Die Gesamtkosten für die Produktion wurden auf 8000 Scudi geschätzt. Dennoch lief nicht alles glatt. Einem Brief von Ottaviano Castelli an Jules Mazarin vom 23. Februar zufolge funktionierten die Bühnenmaschinen nicht richtig, und einige für die Aufführung restaurierte Leinwände zerbrachen.:194 In der Kampfszene des zweiten Akts wurden echte Schwerter verwendet. Der Großteil der Szenerie bestand aus gemalten Bühnenbildern. Es gab mindestens vier szenische Effekte: den Auftritt Astolfos auf dem Hippogryph (II:13), Angelicas Verschwinden mit dem Zauberring (II:6), Atlantes Verwandlungen in den Riesen (II:12) und den falsche Ruggiero (III:2) sowie das Verschwinden des Schlosses (III:8). Für alle diese Effekte gab es bereits Vorbilder in älteren Opern.:196f
Nach der Premiere wurde das Werk im selben Jahr noch einige Male gespielt. Einem zeitgenössischen Bericht zufolge kam es im Rahmen der Aufführung vom 1. März zu Handgreiflichkeiten. Paolo Sforza hätte sich beinahe mit einem Franzosen duelliert, der den Sänger Pasqualini misshandeln wollte. Barberini soll eigenhändig einige der Diener verprügelt haben, die draußen vor dem Tor zu viel Lärm machten, während sie auf ihre Herren warteten. Außerdem habe er Personen bedroht, die den Ausführenden zuriefen, lauter zu sprechen.
Ein erhaltenes „argomento“ lässt auf eine Produktion in Sassuolo bei Modena 1651 schließen. Ob dabei die Originalmusik verwendet wurde, ist allerdings nicht sicher. Alfred Loewenberg erwähnt außerdem eine mögliche Aufführung in Pesaro um 1670. Der für eine Aufführung nötige gewaltige Aufwand und der Spektakel-Charakter des Werks waren wohl Gründe dafür, dass es keine weiteren Produktionen gab. Die zeitgenössischen Rezensenten Ottaviano Castelli und Hugues de Lionne empfanden das Werk auch als zu lang, den Text als zu überladen und die Musik als zu schwermütig. Außerdem vermissten sie die damals üblichen komischen Einlagen. Einem Brief des Monsieur de Lyonne an Mazarin zufolge störte sich das Publikum daran, dass es keine Intermedien gab.:195f Zum Fehlschlag trugen auch bereits genannten technischen Probleme mit den Bühnenbildern bei. Bis in die heutige Zeit wirkte das Werk irritierend und wurde mit Begriffen wie „Disneyland Revue“ oder „Parodie“ beschrieben. Dennoch wurde die Aufführung vom damaligen Publikum insgesamt gut aufgenommen. Ein „Avviso“ vom März 1642 lobte die Musik, die Kostüme und die Perspektiven. Außerdem erwähnt es Intermedien und Ballette, die vielleicht aufgrund der kritischen Kommentare nachträglich ergänzt wurden. Deren Musik fehlt jedoch in den erhaltenen Partituren.:197
Ein gedrucktes Libretto ist nicht überliefert. Die unterschiedlichen Werktitel sind in einer handschriftlichen Libretto-Kopie in der Biblioteca Nazionale Centrale di Firenze und in den Partitur-Manuskripten aus Bologna und Rom genannt. H. Goldschmidt veröffentlichte 1901 Auszüge der Musik.
Aufführungen in neuerer Zeit gab es am 1. November 1998 im Teatro Comunale von Torremaggiore durch das Conservatorio Statale di Musica „Niccolò Piccinni“ unter Annibale Cetrangolo, am 7. Juni 2008 im Théâtre de Poissy und im Juli 2011 bei den Ludwigsburger Schlossfestspielen durch das Ensemble L’Arpeggiata unter Christina Pluhar. Am 5. Dezember 2020 gab es eine Neuproduktion der Opéra de Dijon in einer Bearbeitung des Dirigenten Leonardo García Alarcón, von der ein Videomitschnitt bei Operavision im Internet bereitgestellt wurde.

## Aufnahmen
- 2005–2019 Auszüge der Aufführungen von Christina Pluhar erschienen u. a. in der CD-Box Luigi Rossi: La Lyra d’Orfeo & Arpa Davidica (Warner Classics/Erato 0190295372309) sowie dem Film La Lyra d’Orfeo von Olivier Simonnet.
- 5. Dezember 2020 – Leonardo García Alarcón (Dirigent), Fabrice Murgia (Inszenierung), Vincent Lemaire (Bühne), Clara Peluffo Valentini (Kostüme), Emily Brassier und Giacinto Caponio (Licht), Cappella Mediterranea, Chœur de l’Opéra de Dijon, Choeur de Chambre de Namur.
 Victor Sicard (Orlando), Arianna Vendittelli (Angelica), Fabio Trümpy (Ruggiero), Deanna Breiwick (Bradamante, das Gemälde), Mark Milhofer (Atlante), Lucía Martín-Cartón (Olympia, die Musik), Mariana Flores (Marfisa, die Magie, Doralice), Grigory Soloviov (Gigante, Sacripante, Gradasso), Kacper Szelążek (Prasildo, der Zwerg), André Lacerda (Alceste), Valerio Contaldo (Ferraú, Astolfo), Gwendoline Blondeel (Fiordiligi, die Poesie), Alexander Miminoshvili (Mandricardo).
 Video; live aus der Opéra de Dijon; nach der Partiturausgabe von Leonardo García Alarcón.
 Videostream bei Operavision.[12]